# Юрасов, Ефрем Дмитриевич
Ефрем Дмитриевич Юрасов (1880 — не ранее 1920) — полковник 247-го пехотного Мариупольского полка, герой Первой мировой войны, участник Белого движения.

## Биография
Из мещан. Уроженец Херсонской губернии.
Выдержал испытание на звание вольноопределяющегося 2-го разряда. Окончил Одесское пехотное юнкерское училище, откуда выпущен был подпрапорщиком в 212-й пехотный резервный Бахчисарайский батальон. 1 марта 1903 года произведен подпоручиком в тот же полк.
Участвовал в русско-японской войне, за боевые отличия был награждён орденом Св. Анны 4-й степени с надписью «за храбрость». 17 июля 1910 года переведен в 51-й пехотный Литовский полк. Произведен в поручики 20 октября 1906 года, в штабс-капитаны — 28 декабря 1910 года.
С началом Первой мировой войны переведен в 247-й пехотный Мариупольский полк. Удостоен ордена Св. Георгия 4-й степени
За то, что будучи в чине штабс-капитана, в бою 1 марта 1915 года, у д. Еднорожец, командуя ротой, под сильным огнем противника, воодушевляя своих нижних чинов примером мужества и неустрашимости, прорвав проволочное заграждение, взял несколько рядов окопов, 2 действующих пулемета и 40 пленных.
Произведен в капитаны 29 июня 1915 года «за выслугу лет», в подполковники — 19 мая 1916 года, в полковники — 16 августа 1917 года. Награждён Георгиевским крестом 4-й степени с лавровой веткой
За отличие в бою 9 июля 1917 года с германцами у мест. Крево.
В Гражданскую войну участвовал в Белом движении в составе Вооруженных сил Юга России, осенью 1919 года — в составе 51-го пехотного полка.
Дальнейшая судьба неизвестна.

## Награды
- Орден Святой Анны 4-й ст. с надписью «за храбрость» (ВП 25.03.1907)
- Орден Святого Владимира 4-й ст. с мечами и бантом (ВП 7.05.1915)
- Орден Святого Станислава 3-й ст. с мечами и бантом (ВП 21.07.1916)
- Орден Святого Станислава 2-й ст. с мечами (ВП 5.02.1917)
- Орден Святого Георгия 4-й ст. (ВП 7.02.1917)
- Георгиевское оружие (Приказ по 10-й армии от 17 октября 1917 года, № 1233)
- Георгиевский крест 4-й ст. с лавровой веткой (№ 939373)